# Phare de Coquille River
Le phare de Coquille River (ou aussi phare de Bandon était un phare situé à Charleston, sur la rivière Coquille, dans comté de Coos (État de l'Oregon), aux États-Unis. Il a été désactivé en 1939.
Ce phare était géré par la Garde côtière américaine, et les phares de l'État de Washington sont entretenus par le District 13 de la Garde côtière  basé à Seattle.
Il est entretenu maintenant par l'Oregon Parks and Recreation Department (en) dans le cadre du parc d'État Bullards Beach State Park (en). Il est inscrit au Registre national des lieux historiques depuis le 22 mars 1974 .

## Histoire
Le phare de Coquille River a été mis en service le 29 février 1896, pour guider les marins à travers les dangereux bancs de sable de la rivière Coquille jusqu'au port de Bandon. Il était équipé d'une lentille de Fresnel du quatrième ordre et relié à la maison des gardiens à proximité par une passerelle en bois. En septembre 1936, un grand feu de forêt a balayé les environs et détruit la plus grande partie de la ville de Bandon. La ville a bientôt fait faillite à la suite du déclin de la navigation. Le phare a été fermé en 1939 et remplacé par un éclairage automatisé sur la jetée sud du port.

## Description
À l'origine le phare a été construit avec une Daboll trumpet (en) comme corne de brume qui a été utilisée pendant plusieurs années. Cependant, à certains moments, en raison de conditions météorologiques particulières, le son de la trompette n'était pas entendu en mer et, en 1910, la trompette fut remplacée par une sirène de brume plus fiable. Bien que les marins soient satisfaits du nouveau signal, ce ne fut pas le cas des habitants de Bandon. La sirène fut finalement enlevée en même temps que la lentille de Fresnel après la mise hors service de la station.
L'état de la lumière s'est détérioré en raison de la négligence et du vandalisme, jusqu'en 1976, date à laquelle une première grande restauration fut opérée. Cependant, à cette époque, les quartiers des gardiens et les autres dépendances se sont détériorés faute de réparation, et ont finalement été enlevés. En 1991, une nouvelle lampe à énergie solaire a été installée dans la tour. Une nouvelle série de rénovations fut entrepris jusqu'en 2011.
Identifiant : ARLHS : USA-106 .
|                |
| Coquille River |

|                  |
| Le phare en 2016 |

### Lien connexe
- Liste des phares de l'Oregon